# Сара (Ленинградская область)
Сара — деревня в Самойловском сельском поселении Бокситогорского района Ленинградской области.

## История
САРА — деревня Сарского общества, прихода Озерского погоста.

Крестьянских дворов — 11. Строений — 12, в том числе жилых — 11. Жители занимаются рубкой, возкой и сплавом леса. 

Число жителей деревни по семейным спискам 1879 г.: 31 м. п., 38 ж. п.; по приходским сведениям 1879 г.: 27 м. п., 30 ж. п.

В конце XIX — начале XX века деревня административно относилась к Деревской волости 5-го земского участка 3-го стана Тихвинского уезда Новгородской губернии.
В начале XX века близ деревни находился жальник («хоронят и теперь»).

САРА — деревня Сарского общества, число дворов — 11, число домов — 15, число жителей: 37 м. п., 36 ж. п.; Занятия жителей: земледелие, лесные заработки. Колодец. Часовня, имеется старое кладбище. (1910 год)

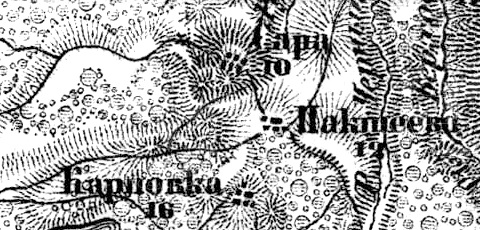
Деревня Сара на карте 1917 года

Согласно карте Новгородской губернии 1917 года, деревня насчитывала 10 крестьянских дворов.
По данным 1933 года деревня Сара входила в состав Окуловского сельсовета Ефимовского района.
По данным 1966 и 1973 годов деревня Сара входила в состав Окуловского сельсовета Бокситогорского района.
По данным 1990 года деревня Сара входила в состав Самойловского сельсовета.
В 1997 и 2002 годах в деревне Сара Самойловской волости постоянного населения не было.
В 2007 и 2010 годах в деревне Сара Самойловского СП также не было постоянного населения.

## География
Деревня расположена в северо-западной части района близ автодороги 41К-035 (Большой Двор — Самойлово), смежно с деревней Пакшеево.
Расстояние до административного центра поселения — 12 км.
Расстояние до ближайшей железнодорожной станции Пикалёво на линии Волховстрой I — Вологда — 16 км.

## Демография
| 1997 | 2002 | 2007 | 2010 | 2017 |
| ---- | ---- | ---- | ---- | ---- |
| 0    | →0   | →0   | →0   | ↗6   |